# Срединное отклонение
Вероятное (срединное) отклонение случайной величины, распределённой по нормальному закону — половина участка, симметричного относительно центра рассеивания, вероятность попадания в который равна половине. Эта характеристика рассеивания, наряду со средним квадратическим отклонением, часто используется в ряде областей применения теории вероятностей, в частности в теории стрельбы для артиллерии и стрелкового оружия.

## Свойства
Если X — случайная величина, распределённая по нормальному закону, m — её среднее значение, В — вероятное отклонение, σ — среднее квадратическое отклонение и P(a, b) — вероятность попадания величины Х между величинами a и b, то справедливо следующее:
P(m — 4В, m — 3В) ≈ 0,02
P(m — 3В, m — 2В) ≈ 0,07
P(m — 2В, m — В) ≈ 0,16
P(m — В, m) = 0,25
P(m, m + В) = 0,25
P(m + В, m + 2В) ≈ 0,16
P(m + 2В, m + 3В) ≈ 0,07
P(m + 3В, m + 4В) ≈ 0,02
В ≈ 0,674×σ

## Пример
В таблицах стрельбы 122-мм гаубицы обр. 1938 г. (М-30) указано, что при ударной стрельбе на максимальную дальность в 11800 м осколочно-фугасной гранатой ОФ-462 на полном заряде при нормальных условиях срединное отклонение по дальности составляет 41 м, срединное боковое отклонение — 10 м. Это означает, что при достаточно большом числе выстрелов с исправлением наводки (чтобы точка прицеливания осталась неизменной) около 50 % точек разрывов попадёт в интервал по дальности 11759—11841 м, а практически все попадания будут лежать в интервале от 11636 до 11964 м. При этом в пределах продольной полосы ±10 м справа и слева от точки прицеливания также будет 50 % точек попаданий. Знание этих величин полезно при оценке требуемого количества боеприпасов для надёжного поражения цели. Например, для указанных выше условий при серии из 100 выстрелов около 25 точек разрывов будет находиться в прямоугольнике с размерами 82×20 м с центром в точке прицеливания, с длинной стороной вдоль направления «орудие—цель». Также срединные отклонения нужны при нахождении безопасной дистанции своих войск до огневого вала. В рассматриваемом случае, с учётом максимального разлёта опасных осколков от разрывов гранат ОФ-462 на расстояние порядка 200 м, своей пехоте для практически безопасного нахождения в обстреливаемой области следует держаться минимум в 4В + 200 ≈ 360 м от точки прицеливания.